# 日枝の舞
日枝の舞は、東京都千代田区永田町二丁目に鎮座する日枝神社が、江戸城内御鎮座五百年を奉祝して作られた独自の巫女舞。

## 概要
昭和53年（1978年）に、日枝神社の江戸城内御鎮座五百年式年大祭を奉祝して作曲作舞を小野雅楽会 東儀和太郎に委嘱し、昭和56年（1981年）に完成した日枝神社独自の巫女舞である。

## 歌詞
昭和天皇御製「神苑朝」静かなる神のみそのの朝ぼらけ　世のありさまもかかれとぞおもふ

香淳皇后御歌「光」あたらしき力わきくる心地して　朝日の光あふぎみるかな

## 特記事項
楽器は羯鼓・笏拍子・太鼓・笙・篳篥・笛・箏を用いる。舞女は四人。頭には天冠をつけ、上衣と袴に雲と山をあしらった紋様の装束を着用。採物は季節の花に鈴をつけたものを用いる。